# Mega Mindy

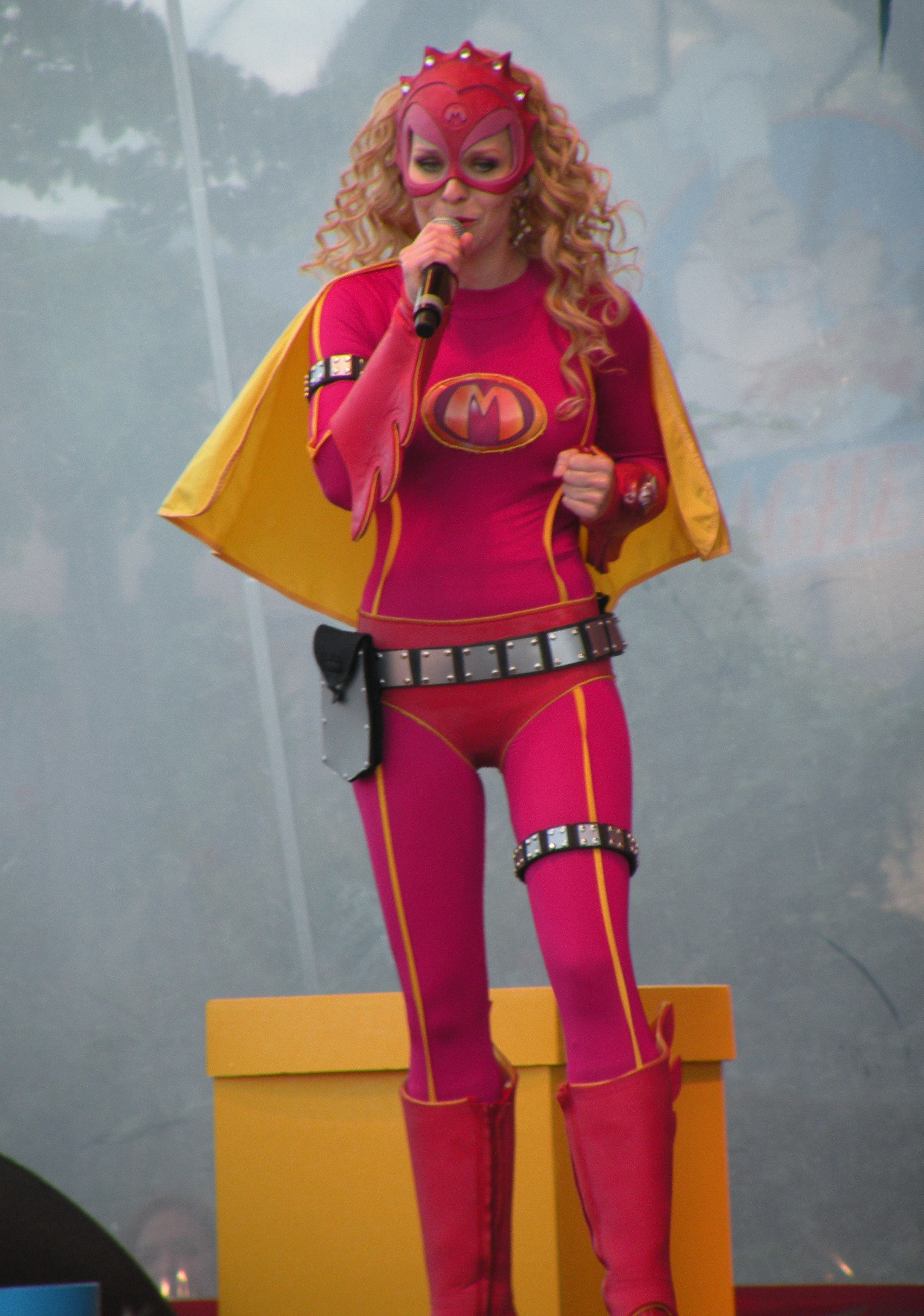
Free Souffriau als Mega Mindy im Plopsaland (2010)

Mega Mindy ist eine belgische Fernsehserie für Kinder. Sie wird von Studio 100 produziert und hatte ihre Premiere am 24. Oktober 2006 auf Ketnet. Im Jahr darauf lief die Serie erstmals bei der niederländischen TROS, mittlerweile gibt es auch synchronisierte Versionen auf Französisch (zu sehen auf Club RTL) und Italienisch. 2013 wurde bekannt gegeben, dass der Sender kein Interesse an neuen Folgen der Serie hat. So wurde 2013 die letzte Staffel gedreht, jedoch Konzerte und diverse Auftritt von Mega Mindy bleiben bestehen.
Die Filmaufnahmen fanden hauptsächlich im Dorf Lillo nördlich von Antwerpen statt.

## Handlung
Mieke Fonkel ist von Beruf Polizistin. Sie arbeitet zusammen mit Toby unter der Leitung von Kommissar Migrain (zunächst Emiel Migrain, später Kamiel Migrain). Mieke hat dabei ein geheimes Alter Ego, die Superheldin Mega Mindy.
Mieke hat auf dem Polizeirevier nichts zu sagen, auch verrät sie Toby nicht, dass sie in ihn verliebt ist. Dieser ist jedoch in Mega Mindy verliebt, was Mieke frustriert. Mieke wohnt bei ihren Großeltern. Oma betreibt einen Bonbonladen, Opa ist von Beruf Erfinder. Letzteres ist jedoch nur Mieke und Oma bekannt. Seine größte Erfindung ist eine Maschine, mit der sich Mieke, wenn es ein Verbrechen gibt, in Mega Mindy verwandeln kann. Die Tatsache ist, dass Kommissar Migrain nicht sehr klug ist, Mieke ist dagegen schnell zur Stelle. Letztlich gelingt es Mega Mindy stets, den Täter zu stellen, manchmal mit Hilfe einer anderen Erfindung von Opa. Leider ist die Wirkung nur von begrenzter Dauer, nach einiger Zeit wird Mega Mindy wieder zu Mieke. Dadurch kommt es nie zum erhofften Kuss zwischen Toby und Mega Mindy, eine Szene, die in fast jeder Folge angedeutet wird.

## Hauptrollen

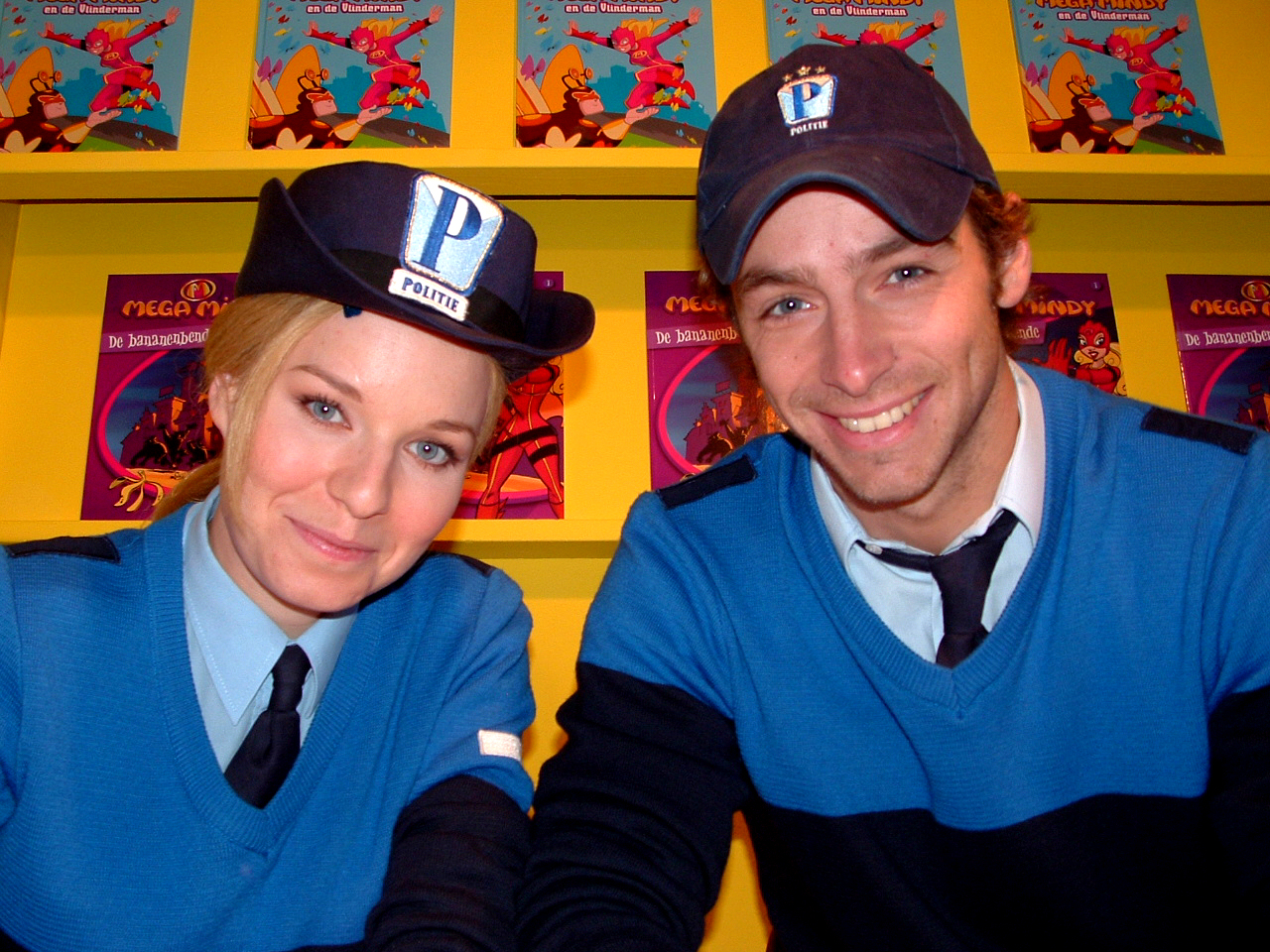
Free Souffriau und Louis Talpe als Mieke und Toby

- Free Souffriau: Mieke Fonkel/Mega Mindy (2006 – 2013)
- Louis Talpe: Agent Toby/Mega Toby (2006 – 2013)
- Sjarel Branckaerts †: Kommissar Emiel Migrain (2006–2007)
- Anton Cogen: Kommissar Kamiel Migrain (2007 – 2013)
- Fred Van Kuyk: Opa Fonkel (2006 – 2013)
- Nicky Langley: Oma Fonkel (2006 – 2013)
- Matthias Temmermans: Sprechender Computer Bliep (2006 – 2013; Stimme)

Am 10. Juli 2007 starb Sjarel Blanckaerts, der Darsteller von Kommissar Emiel Migrain. Ihm wurde die erste Folge der dritten Staffel gewidmet. In jener Folge hatte Emiels Bruder Kamiel Migrain (Anton Cogen) seinen Einstand als neuer Kommissar.

## Crew
- Drehbuch: Hans Bourlon, Gert Verhulst
- Produktion: Sven Duym
- Regie: Bart Van Leemputten, Matthias Temmermans

## Merchandising und Ableger
Von Mega Mindy erschienen bereits mehrere Merchandising-Artikel, darunter Comics, Lesebücher und Spiele.
Souffriau sang zur Serie auch mehrere Lieder, unter anderem auch das Titellied Ik ben Mega Mindy. Ein anderes Lied, Mega Mindy tijd, belegte im Herbst 2007 für insgesamt vier Wochen Platz 1 der flämischen Single-Charts. Es sind bis dato vier Singles und zwei Alben erschienen.
Ende 2008 kam mit Mega Mindy en de Schitterende Smaragd das erste Theaterstück, 2010 folgte Mega Mindy en de poppenmeester. Das dritte Theaterstück erfolgte 2011 mit dem Namen 3D Mega Mindy Show.
Am 1. Juli 2009 feierte mit Het geheim van Mega Mindy der erste Kinofilm Premiere. In diesem verwandelt sich Toby erstmals in Mega Toby, ebenso verwandelt sich deren Gegenspielerin Miss Volta in Mega Volta. Gespielt wird sie von Yolanthe Cabau van Kasbergen, der Ehefrau von Fußballer Wesley Sneijder.
Schon kurze Zeit später wurde ein zweiter Kinofilm angekündigt, dessen Dreharbeiten jedoch unterbrochen werden mussten, da Free Souffriau schwanger war. In dieser Zeit wurde erstmals ein Fernsehfilm Mega Toby gedreht und im Frühjahr 2010 ausgestrahlt. Die Premiere des Kinofilms Mega Mindy en het Zwarte Kristal folgte am 16. Dezember 2010. Urbanus spielt hier die Rolle des Sultan van Zahambra, ferner wird von Mega Mindy eine böse Kopie gemacht (ebenfalls von Free Souffriau gespielt). Es ist die erste Studio 100-Produktion, für die Aufnahmen außerhalb der Benelux-Länder gedreht wurde, nämlich im spanischen Almería und in der nahe gelegenen Tabernas-Wüste.
Am 21. Dezember 2011 kam mit Mega Mindy en de Snoepbaron der dritte Mega-Mindy-Film in die Kinos. Johny Voners spielt die Titelrolle des "Bonbonbaronen", Louis de Snoepbaron. Miekes Großmutter verwandelt sich dort ebenfalls in eine Superheldin, in Mega Oma.
Der Sender Ketnet gab 2013 an, dass nach der aktuellen keine neuen Staffeln mehr produziert werden. Die Figur Mega Mindy bleibt jedoch vorerst noch bestehen und wird weiterhin Konzerte geben.
2015 erschien der vierte und bislang letzte Film: Mega Mindy versus Rox. Hierbei handelt es sich um ein Crossover mit Rox, einer weiteren Studio-100-Serie um die drei Superhelden Rick (Jelle Florizoone), Olivia (Jana Geurts) und Xavier (Jeremy Vandoorne) sowie ihr sprechendes Auto ROX (gesprochen von Chris Van den Durpel). Der Film wurde zum Teil auf Malta gedreht, unter anderem am Azure Window.